# آندری (مینه‌سوتا)
آندری (به انگلیسی: Andree) یک منطقهٔ مسکونی در ایالات متحده آمریکا است که در شهرستان ایسانتی، مینه‌سوتا واقع شده است. آندری ۲۹۲٫۰ متر بالاتر از سطح دریا قرار دارد.